# Le Bois-Hellain
Le Bois-Hellain és un municipi francès situat al departament de l'Eure i a la regió de Normandia. L'any 2007 tenia 220 habitants.

## Demografia

### Població
El 2007 la població de fet de Le Bois-Hellain era de 220 persones. Hi havia 84 famílies, de les quals 16 eren unipersonals (8 homes vivint sols i 8 dones vivint soles), 30 parelles sense fills, 34 parelles amb fills i 4 famílies monoparentals amb fills.
La població ha evolucionat segons el següent gràfic:
Habitants censats

### Habitatges
El 2007 hi havia 115 habitatges, 84 eren l'habitatge principal de la família, 27 eren segones residències i 5 estaven desocupats. Tots els 113 habitatges eren cases. Dels 84 habitatges principals, 70 estaven ocupats pels seus propietaris, 10 estaven llogats i ocupats pels llogaters i 3 estaven cedits a títol gratuït; 1 tenia una cambra, 6 en tenien dues, 13 en tenien tres, 23 en tenien quatre i 41 en tenien cinc o més. 59 habitatges disposaven pel capbaix d'una plaça de pàrquing. A 35 habitatges hi havia un automòbil i a 44 n'hi havia dos o més.

### Piràmide de població
La piràmide de població per edats i sexe el 2009 era:
| Homes | Edats   | Dones |
| ----- | ------- | ----- |
| 0     | 95 o +  | 0     |
| 0     | 90 a 94 | 0     |
| 4     | 85 a 89 | 0     |
| 0     | 80 a 84 | 4     |
| 0     | 75 a 79 | 4     |
| 8     | 70 a 74 | 4     |
| 8     | 65 a 69 | 0     |
| 0     | 60 a 64 | 4     |
| 0     | 55 a 59 | 0     |
| 0     | 50 a 54 | 4     |
| 12    | 45 a 49 | 8     |
| 12    | 40 a 44 | 12    |
| 4     | 35 a 39 | 0     |
| 4     | 30 a 34 | 0     |
| 4     | 25 a 29 | 4     |
| 4     | 20 a 24 | 4     |
| 20    | 15 a 19 | 0     |
| 0     | 10 a 14 | 12    |
| 0     | 5 a 9   | 0     |
| 8     | 0 a 4   | 0     |

## Economia
El 2007 la població en edat de treballar era de 144 persones, 100 eren actives i 44 eren inactives. De les 100 persones actives 95 estaven ocupades (54 homes i 41 dones) i 6 estaven aturades (2 homes i 4 dones). De les 44 persones inactives 21 estaven jubilades, 10 estaven estudiant i 13 estaven classificades com a «altres inactius».

### Ingressos
El 2009 a Le Bois-Hellain hi havia 90 unitats fiscals que integraven 241,5 persones, la mediana anual d'ingressos fiscals per persona era de 16.622 €.

### Activitats econòmiques
Dels 3 establiments que hi havia el 2007, 1 era d'una empresa de comerç i reparació d'automòbils, 1 d'una empresa financera i 1 d'una empresa de serveis.
L'únic establiment comercial que hi havia el 2009 era una adrogueria.
L'any 2000 a Le Bois-Hellain hi havia 11 explotacions agrícoles que ocupaven un total de 316 hectàrees.

## Poblacions més properes
El següent diagrama mostra les poblacions més properes.